# Гилберта-Маршалловская операция
Гилберта-Маршалловская операция (англ. Gilbert and Marshall Islands campaign) — стратегическая военная операция вооружённых сил США против японских войск в ходе Второй мировой войны с целью освобождения островов Гилберта и Маршалловых островов, проводившаяся 20 ноября 1943 — 10 февраля 1944 года.
В ноябре 1943 года американские вооруженные силы приступили к захвату островов Гилберта, которые, как и острова Кораллового моря, были летом исключены японцами вследствие изменения плана «Z» из главной зоны своей обороны. В качестве предварительных мер по захвату островов Гилберта в августе были заняты острова Эллис и в сентябре — остров Бейкер. В это же время самолеты с авианосцев нанесли удары по японским аэродромам на островах Макин-Меанг и Тарава (острова Гилберта), а несколько позднее — на острове Уэйк.

## Ход операции
19 ноября под прикрытием огня корабельной артиллерии и массированных ударов авиации американцы начали высаживать морские десанты на острова Макин-Меанг и Тарава. Численность десантов достигала 22 тыс. солдат и офицеров. Для прикрытия высадки с воздуха было привлечено приблизительно 900 самолетов, базировавшихся на авианосцах. Японские гарнизоны на островах Гилберта насчитывали около 5,6 тыс. человек и не имели поддержки со стороны своих военно-морских сил и авиации. Несмотря на яростное сопротивление, они были разгромлены. К концу ноября американские вооруженные силы полностью овладели островами Гилберта, потеряв при этом один эскортный авианосец. Это была последняя из немногих операций, проведенных США на Тихоокеанском театре в 1943 году.
Наступление в центральной части Тихого океана предполагалось начать в феврале 1944 года с захвата Маршалловых островов. Для этого американское командование сформировало три десантных отряда общей численностью около 64 тыс. человек. Высадку предстояло произвести одновременно в трёх пунктах (острова Рой, Кваджелейн и Маджуро), обеспечивавших контроль над всей группой Маршалловых островов. Перевозить отряды морем и поддерживать их действия при десантировании должен был 5-й американский флот, имевший в то время 217 боевых кораблей, в том числе 12 авианосцев с 700 самолетами.
Высадка американских войск на Маршалловы острова началась 1 февраля. За два дня до этого корабельная артиллерия обстреляла намеченные объекты, а затем бомбовые удары по ним нанесла авиация. Японские гарнизоны, насчитывавшие около 8 тыс. человек и располагавшие 130 самолетами, понесли серьёзный урон. Оборонительные сооружения и все гражданские постройки были сожжены или разрушены, а авиация полностью уничтожена. Противник почти не оказывал сопротивления. В течение трёх дней американцы заняли острова Рой, Кваджелейн и Маджуро, а в последующие три недели оккупировали весь архипелаг. Одновременно с этим были заняты острова Эниветок, где сразу же развернулось строительство военно-воздушной и военно-морской баз. Бомбовым ударам с авианосцев подверглась также военно-морская база японцев на островах Трук. Опасаясь повторных налётов, японское командование в период между 3 и 10 февраля перебазировало основные силы Объединённого флота в метрополию и в район островов Палау. Это ухудшило положение японских сухопутных войск на Каролинских островах.